# فيلارتا دي سان خوان (سيوداد ريال)
بلدية فيلارتا دي سان خوان (بالإسبانية: Villarta de San Juan)‏، هي إحدى بلديات مقاطعة سيوداد ريال إحدى مقاطعات إسبانيا، والتي تقع في منطقة قشتالة لا منتشا وسط إسبانيا.
يبلغ عدد سكانها 3.063 نسمة وفقاً لإحصائية سنة (2007).